# القنصلية الأمريكية العامة في القدس
القنصلية العامة للولايات المتحدة في القدس، كانت بعثة دبلوماسية
للولايات المتحدة الأمريكية معتمدة للسكان الفلسطينيين في الضفة الغربية (بما فيها القدس) وقطاع غزة. في مايو 2018، نقلت الولايات المتحدة سفارتها في تل أبيب إلى القدس. في منتصف أكتوبر 2018، أعلن وزير الخارجية الأمريكي مايك بومبيو عن دمج القنصلية العامة مع السفارة الأمريكية في القدس وأن العلاقات مع الفلسطينيين ستتم عبر وحدة شؤون فلسطينية خاصة داخل السفارة. في 4 مارس 2019، أوقفت القنصلية العامة عملها رسمياً ودُمجت مع السفارة الأمريكية بالقدس.

## التاريخ
أُفتتحت القنصلية الأمريكية عام 1844 في القدس العتيقة، داخل باب الخليل، فيما يعرف اليوم بالمركز السويدي للدراسات المسيحية. في أواخر القرن 19، نُقلت القنصلية إلى شارع الأنبياء. عام 1912، نُقلت إلى شارع كرشون أكرون، في القدس الغربية حالياً. المبنى الرئيسي، من أوائل البيوت التي بُنيت خارج أسوار المدينة العتيقة، بناه عام 1868 المبشر اللوثري الألماني فرديناند فستير. في 23 مايو 1948، اغتيل القنصل العام توماس ويسون. عام 1952، استأجرت القنصلية مبنى آخر على طريق نابلس، القدس الشرقية.
في 1 ديسمبر 2017، كشف مسؤولان أمريكيان بارزان عن أن الرئيس الأمريكي دونالد ترمب من المحتمل أن يلقي خطاباً، الأربعاء 6 ديسمبر، يعترف فيه بالقدس عاصمة لإسرائيل وسيؤجل نقل السفارة الأمريكية في تل أبيب إلى القدس.

## إدارة ترمب
في 5 ديسمبر 2017، قام الرئيس الأمريكي دونالد ترمب باتصالات مع الرئيس الفلسطيني محمود عباس وعبد الله الثاني ملك الأردن، ورئيس الوزراء الإسرائيلي بنيامين نتانياهو يخبرهم فيه عزمه نقل السفارة الأمريكية إلى القدس. عباس وعبد الله حذرا ترمپ من العواقب الخطيرة. ومن الجانب الفلسطيني صرح نبيل أبو ردينة: السلطة ستقطع علاقتها بأمريكا، وصرح نبيل شعث: لو اعترفت أمريكا بالقدس الموحدة عاصمة لإسرائيل فستموت «أم الصفقات» على صخور القدس.
في حين ألقى رئيس الوزراء التركي رجب طيب أردوغان كلمة حذر فيها: «لو نفذ ترمب قراره، فإن تركيا ستقطع علاقتها بإسرائيل. القدس خط أحمر للمسلمين.» وحذر أيضاً خمس وعشرون سفيراً وناشطاً إسرائيليين من الاعتراف الأمريكي بالقدس عاصمة لإسرائيل.

## إغلاقها
الولايات المتحدة تغلق قنصليتها في القدس، بعد أن ظلت لمدة 175 سنة قناة تواصل مع الشعب والمسئولين الفلسطينيين. وزارة الخارجية الأمريكية قررت دمج القنصلية في مبنى السفارة الجديدة التي أثارت حنق الفلسطينيين والعرب. القنصلية الأمريكية كانت قناة تواصل مع المسئولين الفلسطينيين، مستقلة عن السفارة الأمريكية بإسرائيل. صائب عريقات: دمج القنصلية الأمريكية بالسفارة، يمثل المسمار الأخير في نعش دور الإدارة الأمريكية في صناعة السلام.